# Mamunul Haque
Mamunul Haque (bengali: মামুনুল হক) (1973) è un politico ed economista bangladese, studioso islamico deobandi.
È co-segretario di Hefazat-e-Islam Bangladesh, segretario generale del Bangladesh Khilafat Majlis, Shaikhul Hadith di Jamia Rahmania Arabia Dhaka, fondatore della Moschea Babri Bangladesh, editore del mensile Rahmani Paigam, presidente del Bangladesh Khelafat Youth Majlish e Khatib a Moschea Baitul Mamur Jame. Era un professore di economia presso l'Università asiatica del Bangladesh. È anche una figura di spicco in diverse organizzazioni, tra cui Rabetatul Waizin Bangladesh, un'organizzazione di parlanti islamici in Bangladesh. Ha competenze in cinque lingue tra cui bengalese, inglese e arabo. È conosciuto in tutto il paese come leader islamico. Era particolarmente apprezzato per i discorsi intransigenti contro atei, laici e anti-islamisti ed è stato arrestato per aver guidato il movimento in questa direzione. 65 organizzazioni tra cui Bangladesh Awami League, Chhatra League, Jubo League hanno avviato un massiccio movimento in tutto il paese chiedendo il divieto, l'arresto e la punizione esemplare per aver promosso il fondamentalismo islamico.